# Maira Rothe
Maira Rothe (* 1980 in West-Berlin) ist eine deutsche Wettermoderatorin und Musikerin.

## Leben
Maira Rothe besuchte ein Musikgymnasium in Berlin und wollte ursprünglich ein Musikstudium beginnen. Sie absolvierte dann aber letztendlich ein Studium der Rechtswissenschaft. Nach einem Volontariat begann sie als Radio-Moderatorin bei dem Berliner Sender JazzRadio Berlin 101.9. Mit ihrem Wechsel zum Sender N24 fing Rothe beim Fernsehen an. Sie moderierte vertretungsweise auch als Wetter-Expertin beim Radiosender MDR Jump.
Seit Juli 2010 moderiert Rothe beim Mitteldeutschen Rundfunk (MDR) im Regional-Magazin MDR Sachsenspiegel im Wechsel mit Susanne Langhans und Stephanie Meißner die Rubrik Das Wetter. Seit 2015 moderiert sie das Wetter beim Fernsehsender Welt.
Nebenbei ist Maira Rothe auch als Musikerin mit eigener Band tätig. So war sie beispielsweise mit der ABBA-Coverband ABBACAPELLA europaweit auf Tournee und trat als Sängerin gemeinsam mit Jeanette Biedermann, Matthias Reim, Nik P. oder Bernhard Brink auf. Gelegentlich tritt sie auch als Darstellerin in Fernsehproduktionen auf.
Rothe lebt in Dresden.

## Filmografie
- 2008: Meine wunderbare Familie (Fernsehserie, 2 Folgen)
- 2008: Fünf Sterne (Fernsehserie, 2 Folgen)
- 2012: The Final Farewell